# Szerpent
A szerpent (francia serpent = 'kígyó') tölcséres fúvókájú hangszer, fából készült, hanglyukakkal, néha billentyűkkel ellátott mély hangolású kürtféleség. A cink rokonhangszere, de nem tartozik szorosan a cinkek családjába. A 17. – 19. század folyamán volt használatban. Hangolása leggyakrabban B, néha C vagy D.

## Leírása
A szerpent nevéhez méltóan kígyószerűen többszörösen síkban meghajlított formájú, bő menzúrájú, kúpszerűen szélesedő furatú hangszer. A fúvóka összekötő rézcsövön csatlakozik a testhez. A tölcséres fúvókájú, tehát rézfúvós hangszerekhez hasonlóan a hangszert a játékosnak a fúvókában rezgő ajkai között átpréselt levegő szólaltatja meg, de a mai rézfúvósoktól eltérően a fafúvós hangszerekre jellemző hanglyukakkal rendelkezik. Hat darab van ezekből, két hármas csoportot képeznek a játékos két keze számára. Később billentyűkkel is ellátták, ezek további, kézzel elérhetetlen távolságra lévő hanglyukak megnyitását tették lehetővé. Fúvókája lehet fémből, elefántcsontból vagy szaruból. Késői változatai már szakítottak hagyományos kígyóformájával, csak méretezésük, fogástechnikájuk maradt hasonló.

## Felépítése
A hangszer leggyakrabban diófából vagy más keményfából készül. Belső üregét bonyolult girbegurba formája miatt nem lehet fúrással elkészíteni, ehelyett két eltérő módszer alakult ki.
A franciák egy akkora méretű fatömbből indultak ki, amelybe az egész hangszer belefért, és azt a majdani üreg középvonalának síkjában félbevágták. A két darabba nagy pontossággal, szimmetrikusan a belső üregnek megfelelő félkör keresztmetszetű vályúkat mélyítettek, majd a két fél darabot összeragasztották. Ezután kifűrészelték a hangszer külső körvonalát, kifaragták végső, lekerekített formáját. Ez nagy pontosságot kívánt, hiszen a cső falvastagságának mindenütt kb. 7 milliméteresnek kellett lennie. Végül benedvesített, pergamenszerű bőrrel vonták be, amely száradás után szorosan a hangszerre simult, megakadályozva a repedéseket. A hanglyukakat ezután fúrták a csőre, a bőrt és a fát is átütve.
A másik módszer szerint, amely főleg Angliában volt elterjedt, a hangszert kisebb, egyenes, illetve enyhén görbülő csőszakaszokból állították össze. Az egyenes részek esztergapadon készülhettek, a görbéket kézzel kellett kifaragni, kiüregesíteni. A darabokból összeszerelt hangszert azután vagy bőrrel, vagy vászoncsíkokkal tekerték be, majd lakkozták vagy festették. Néha, főleg a katonai hangszereket fémgyűrűkkel, idomokkal is megerősítették. A jellegzetesen fekete színű szerpentet az angolok néha black puddingnak, véreshurkának nevezték.
A két megoldás közül a francia állta ki jobban az idő próbáját.

## Története
A 16. század közepén bukkan fel először ábrázolásokon, Guillaume de Auxerre francia szerzetes iktatta be a hangszert a templomi zenébe a gregorián kórusok hangjának megerősítésére 1590 körül. Magasabb hangú rokonai, a cinkek hamarosan áldozatául estek a barokk zene megváltozott ízlésvilágának, de a szerpent a 17. században is fontos, megbecsült hangszer maradt. A 18. században a templomi és katonai zenébe szorult vissza, de előkerült még Händel Tűzijáték-zenéjének eredeti kéziratában (1747), később Rossini Korinthus ostroma (1826), Wagner Rienzi (1842), Verdi Szicíliai vecsernye (1855) című operáiban. A 18. század végétől kísérletek történtek a hangszer „modernizálására”, így jött létre a fagotthoz hasonló formában meghajlított csövű basszuskürt és az orosz fagott (amely persze se nem orosz, se nem fagott), később az ophikleid. Mai megfelelője, helyettesítő hangszere az eufónium vagy a tuba.
A zenei romantika után szinte kizárólag historikus zenét játszó consortok, együttesek hangszerévé vált és teljesen kiszorult a zenekar soraiból. Magyarországon Szentpáli Roland a hangszer élharcosa, aki régi zenén kívül a Geneamus Ensemble zeneszerzőinek műveit szólaltja meg.